# Маркевич, Пётр
Пётр Маркевич (пол. Piotr Markiewicz; 3 сентября 1973, Сейны) — польский гребец-байдарочник, выступал за сборную Польши на всём протяжении 1990-х годов. Бронзовый призёр летних Олимпийских игр в Атланте, двукратный чемпион мира, дважды бронзовый призёр чемпионата Европы, победитель многих регат национального и международного значения.

## Биография
Пётр Маркевич родился 3 сентября 1973 года в городе Сейны Подлясского воеводства. Активно заниматься греблей начал в раннем детстве, проходил подготовку в Августове в местном спортивном клубе «Спарта».
Первого серьёзного успеха на взрослом международном уровне добился в 1993 году, когда попал в основной состав польской национальной сборной и побывал на чемпионате мира в Копенгагене, откуда привёз награду серебряного достоинства, выигранную в зачёте четырёхместных байдарок на дистанции 10000 метров. Год спустя выступил на мировом первенстве в Мехико, где стал серебряным призёром в четвёрках на тысяче метрах. Ещё через год на аналогичных соревнованиях в немецком Дуйсбурге трижды поднимался на пьедестал почёта, в том числе в одиночках на дистанциях 200 и 500 метров.
Благодаря череде удачных выступлений Маркевич удостоился права защищать честь страны на летних Олимпийских играх 1996 года в Атланте — в одиночках на пятистах метрах завоевал бронзовую медаль, пропустив вперёд только итальянца Антонио Росси и норвежца Кнута Хольманна, тогда как на тысяче метрах показал в решающем заезде четвёртый результат, немного не дотянув до призовых позиций. За эти выдающиеся достижения награждён серебряным «Крестом Заслуги».
Став бронзовым олимпийским призёром, Пётр Маркевич остался в основном составе гребной команды Польши и продолжил принимать участие в крупнейших международных регатах. Так, в 1997 году на возобновлённом чемпионате Европы в болгарском Пловдиве он получил две бронзовые награды, в четвёрках на двухстах и пятистах метрах. В 1999 году представлял страну на мировом первенстве в Милане, где взял серебро в двухсотметровой гонке четырёхместных экипажей. Вскоре по окончании этих соревнований принял решение завершить карьеру профессионального спортсмена, уступив место в сборной молодым польским гребцам.